# 발트핀족
발트핀족은 발트해 주변 지역에 살며 핀어군(구 명칭 발트핀어군) 언어를 사용하는 우랄계 민족들을 통틀어 일컫는다. 간혹 핀족이라고 하면 이들만을 가리키기도 한다. 핀란드인, 에스토니아인, 카렐리아인, 벱스인, 이조라인, 보트인, 리보니아인이 여기에 포함된다. 오늘날 발트핀족의 절대다수는 핀란드와 에스토니아라는 독립 민족국가를 이룬 핀란드인과 에스토니아인이며 나머지는 러시아 영토 내에서 러시아인에 크게 동화되어 수도 적고 정체성도 희미하다.

## 같이 보기
- 핀어군
- 핀우그리아족